# ويلي فالكونر
ويلي فالكونر (بالبرتغالية: Willie‏) (15 مايو 1993 بكرفل في البرازيل - ) هو لاعب كرة قدم برازيلي في مركز الهجوم. لعب مع نادي فاسكو دا غاما ونادي فيتوريا ونادي أمريكا.

## روابط خارجية
- ويلي فالكونر على موقع قاعدة بيانات كرة القدم.إي يو (الإنجليزية)
- ويلي فالكونر على موقع Soccerway.com (الإنجليزية)